# Pibanga ochropyga
Pibanga ochropyga là một loài bọ cánh cứng trong họ Cerambycidae.